# Дорошенко Костянтин Володимирович
Костянтин Володимирович Дорошенко (29 жовтня 1972, Київ, УРСР) — український арткритик, публіцист, колумніст, куратор сучасного мистецтва, медіаменеджер, радіоведучий. Відомий за культурною та соціальною журналістикою, опублікованою  у виданнях  України, Австралії, Азербайджану, Італії та ін.; як радіоведучий  Радіо Вісті, колумніст «Суспільне: Культура», організатор резонансних мистецьких проєктів, запрошений куратор Дослідницької платформи ПінчукАртЦентру (з 2019),  автор книг «Кінець епохи пізнього заліза», «Арія Марії» та ін.  Один з найбільш впливових українських арткураторів і арткритиків України за версією журналів  Art Ukraine. та Фокус.Член Всесвітньої Ліги «Розум поза наркотиком» (Бішкек, Киргизстан).1 квітня 2017 року К. Дорошенка призначено Надзвичайним і Повноважним послом республіки Ужупіс серед арткритиків світу. Голова Всеукраїнської спілки журналістів та дієвців культури з вивчення кімірсенізму-кімченинізму «Сонце Чучхе», яка вивчає спадок вождів Північної Кореї.

## Життєпис і робота в медіа
Народився 29 жовтня 1972 у Києві в сім’ї службовців, батько Дорошенко Володимир Кузьмович (1936-2010) - ветеран праці, мати Світлана Іванівна (1940-2000). Закінчив Київський національний університет імені Тараса Шевченка (1989-1994), історичний факультет. Працюючи над дипломною роботою, відвідував приватні лекції українського історика мистецтва Платона Білецького. Перше місце роботи —  Музей історії міста Києва (1994-1995), виконуючий обовязки завідувача  відділу «Історія української діаспори».
З 1995 по 1998 роки працює у першому українському виданні про стиль життя LOOKS International. Редактор відділів "Суспільство" і "Люди".
1998 — редактор відділу "Клуб" в журналі "Парад".
У 2000-2001 працює в команді, що виводила на український ринок газету "Коммерсантъ Украина", редактор відділу "Суспільство" і додатку Weekend. 
У 2001 році на запрошення власника холдингу KP Media Джеда Сандена в якості головного редактора запускає київський журнал "Афіша". Проєкт проіснував на ринку дев'ять років.
Редакторську діяльність продовжує в журналі ПолітікHALL у 2002 році. Заступник головного редактора.
У 2005, коли газета "Коммерсантъ" знову з'явилася в Україні, Дорошенко стає керівником відділу PR і корпоративної реклами видання.
З 2005 —  член Всесвітньої ліги «Розум поза наркотиком» (Бішкек, Киргизстан), заснованої  наркологом Женішбеком Назаралієвим. В  цій якості був членом журі Транснаціонального антинаркотичного конкурсу «Майя» (2010).
У 2006 році переходить в журнал "Профіль Україна" на посаду першого заступника редактора. З кінця 2006 до 2009 року працює у групі проєктів "Телекритика". Директор з розвитку проєкту.
З  2014 по 2017 роки є провідним ведучим української радіостанції Радіо Вісти — веде ряд ефірів, серед яких авторська програма "Культ Дорошенка", ефіри "Елементарно" з Дмитром Симоновим, "Війна світів" з Тетяною Гончаровою, "Поза контекстом" з Олексієм Зараховичем, "Циніки" з Дмитром Терешковим.
1 квітня 2017 року К. Дорошенка призначено Надзвичайним і Повноважним послом серед арткритиків світу «республіки» Ужупіс, гумористично-богемному районі литовської столиці  Вільнюса.;
У травні 2019 року спільно з Андрієм Боборикіним запустив подкаст "Культура всього".
З 2019 року — колумніст «Суспільне: Культура», співробітник «Суспільне: Новини», працює запрошеним куратоом Дослідницької платформи ПінчукАртЦентру.
Автор публікацій про мистецтво і культуру в громадських і спеціалізованих виданнях України та за кордоном: «Вільна думка» (Австралія); «Птюч», «Артгід»  (Росія), «Українська правда», «Факти та коментарі», «Фінансова Україна», «Публічні люди»; «Капітал»,  «Дзеркало тижня», «День», «Лівий берег» та ін.
З початком повномасштабної Російсько-української війни 2022 року  гостре слово публіциста спрямоване на розвіяння фейкових теорій та засудження  сучасного неонацизму - «Рашизму».
В книзі «За київським часом», опублікованій за підтримки Міністерства закордонних справ Франції у 2023 році, К. Дорошенко аналізує  особливості української культури, національної ідентичності, що вражає готовністю вмирати за свободу й демократію у війні з російськими агресорами.

## «Сонце Чучхе»
Костянтин Дорошенко є головою Всеукраїнської спілки журналістів та дієвців культури з вивчення кімірсенізму-кімченинізму «Сонце Чучхе», був головою офіційної делегації спілки Україна-КНДР на святкуванні 70-річчя із заснування Північної Кореї у 2018 році. Був куратором проєкту із встановлення в Одесі пам'ятників Кім Чен Ину та Дональду Трампу. В інтерв'ю ЗМІ Дорошенко зауважував, що інформація, яка розповсюджується про КНДР за кордоном, не може вважатися достовірною. Зокрема, за його словами, мешканці Північної Кореї не мають можливості подорожувати іншими країнами через режим західних санкцій. Критикував українську дипломатію за те, що посол, який має захищати інтереси українців у КНДР, закріплений у столиці Південної Кореї Сеулі, що створює очевидну неможливість його роботи у Північній Кореї.

## Нагороди
- Лауреат премії імені азербайджанського поета Мікаїла Мушфіґа 2015 року.[18]  -  за зближення української культури з культурою Азербайджану і тюркомовними культурами.

- Лауреат премії Novomedia Awards  2015 року (спільно з Олексієм Зараховичем)  - за висвітлення теми прощення на «Радіо Вісті».[19]

## Суспільне визнання
На честь Костянтина Дорошенка власник київських ресторанів «Сейф» та «Рішельє» Микола Тищенко вніс у меню цих закладів спеціальну страву: «Салат від Костянтина Дорошенка» на знак визнання ролі арткритика у формуванні київських смаків. Салат готувався з пармезану, артишоків, перепелиних яєць, кав'яру та пармської шинки. 

## Основні кураторські проєкти
У 1992 виступив ініціатором виставки до 70-річчя Платона Білецького, Музей історії міста Києва.
1996 — «Рік останній — рік перший»,  куратор персональної виставки фотографа Валерія Милосердова, Київ. Чорно-білі фотографії, представлені Валерієм Мілосердовим на персональній виставці  позбавлені кольору та «строку давності». Вони відбивають події путчу 1991 року.
2001 — «Розіп’ятий Будда», Київ у Музеї історії міста Києва. Перша  музейна персональна виставка Олександра Ройдбурда, співкуратор — Наталія Смирнова. Вперше в Києві contemporary art демонструється на території державного музею. Виставка проходила під патронатом посольства США, оскільки Ройтбурд тоді проживав в Нью-Йорку.
2004 — К. Дорошенко — співзасновник кураторської групи "Хазарія" спільно з Євгеном Мінком. За участі групи було видано перший український переклад Жана Бодріяра — "Символічний обмін і смерть" (видавництво "Кальварія"). На обкладинці книги була репродукована картина художника Олександра Ройтбурда "Розіп'ятий Будда".
2004 —"Хазарія" представила виставку «Пурифікація», що означає «очищення». Проєкт у київському Будинку художника відбувся між двома турами президентських виборів-2004, що додало його назві та образності додаткових конотацій. Учасники: Любко Дереш (текст), Kotra (звук), Майкл Мерфенко (живопис), Світлана Вольнова (фотографія).
2006 — Проєкт, присвячений п'ятиріччю  візиту папи  Іоана Павла ІІ в Україну з презентацєю  книги «Папа і Україна»,  яка пройшла в Національній філармонії у Києві. Автор тексту — Олександр Красюк, художник - Юрій Нікітін. Проєкт благословив Верховний архієпископ УГКЦ кардинал Любомир Гузар.
2007 — «Гілізм», Нью-Йорк, Український інститут. Персональна виставка українського художна британсько-австралійського походження Майкла Мерфенка.
У 2009 році Дорошенко разом з Оксаною Грищенко створює нове артоб'єднання: "Клініка Дорошенка Грищенко". Її місією проголошують оздоровлення суспільства через мистецтво. 
2009 — «Інсектоїди та рептилоїди — пошук гармонії», Пекін, готель "Дружба". Проєкт створювався Дорошенком і Майклом Мерфенком у ході XXIV Всесвітнього конгресу філософії права і соціальної філософії в Пекіні, як рефлексія на дискусії, які там тривали. Протягом п'яти днів художник малював твори китайською тушшю на рисовому папері, а куратор писав есе-коментар до конгресу. Проєкт був представлений в останній день роботи форуму. У 2010 році проєкт було презентовано в Маямі, США, у рамках ярмарку Red Dot Miami Art Fair. Оскільки автором метафори "Інсектоїди та рептилоїди" є геолог з Киргизстану Ільяс Садибакасов, кульмінацією проєкту стало експонування проєкту на батьківщині вченого, у Бішкеку. Виставка у Національному художньому музеї ім. Г. Айтієва у 2011 році була доповнена фотопроєктом Світлани Вольнової "Азіз" і об'єктами Майкла Мерфенка.,
2009 — «Чингізиди України», Київ, галерея "Дукат". Виставка портретів кримскотатрскіх ханів, відтворених художником й іконописцем Юрієм Нікітіним у співпраці з істориком Олексою Гайворонським.
2010 — «Внутрішнє світло», Київ, Національний художній музей України. Спільна виставка тайванського художника Лі Санданя і Майкла Мерфенка. Співкуратор — Оксана Баршинова. Роком раніше Лі Санданя в рамках 53-й Венеційській бієнале представив куратор, теоретик і історик мистецтва Акілле Боніто Оліва.
2011 — «Фатальні стратегії», Київ, 7-й павільйон ВДНГ. Проєкт українського дизайнера і художника Ольги Громової, присвячений одноіменному творуЖана Бодріяра,   вихід українського перекладу якого став однією зі складових мультимедійної акції. Автор сценографії — Георгій Сенченко, один із засновників українського contemporary art. Створена Ольгою Громовою для проєкту колекцію одягу в стилі архітектурної біоніки в фіналі дефіле була спалена на очах у публіки — 280-ти київських і зарубіжних VIP. «Фатальні стратегії» отримали гран-прі Міжнародної премії Ukrainian Event Award і перші місця в номінаціях "Кращий культурний захід" і "Краща творча концепція заходу", про що повідомив  журнал «Антиквар».
2012 — «Апокаліпсис і Відродження у Шоколадному будинку»,  філії Київської картинної галереї. Виставка в рамках Першої київської бієнале ARSENALE. Автор ідеї - Олег Кулик, співкуратор - Анастасія Шавлохова, організатор - Mironova Gallery. На виставці 43 художника з України та з Росії представили метафору сучасності, образ протестувальника, розгубленого світу в стані секундного спокою. Серед учасників проєкту Андрій Монастирський, Арсен Савадов, Анатолій Осмоловський, Дмитро Гутов, Ілля Трушевський, Жанна Кадирова, Ольга Громова, Валерій Чтак, Андрій Кузькін, Оксана Мась та інші. Пропрацювавши усього 15 днів, виставка зазнала цензури: частина робіт була пошкоджена, частина демонтована з ініціативи дирекції Шоколадного будинку. У відповідь куратори вирішили закрити виставку.
2013 — "Прошиваючи досвід", Київ, КНУ ім. Тараса Шевченка. Проєкт художника Володимира Кузнєцова.
2014  — «Четверте парадне», Національний музей Тараса Шевченка, виставка дніпропетровського художника Микити Шаленого. Проєкт присвячений дослідженню спіральності історії. Дорошенко звертається до теорії про довге середньовіччя Жака Ле Гоффа. Але якщо французький історик-медієвіст стверджував, що цей історичний період тривав до XIX століття, то "Четверте парадне" демонструє тривалість "темного часу" до сих пір.
2017  —  «Страх»,  художник Роман Михайлов, у Муніціпальній галереї «Лавра». Директорка галереї Тетяна Миронова зазначила: "Роботи Романа завжди гостросоціальні, вони змушують глядача відчути широку гаму суперечливих емоцій, але тільки не байдужість.».
2018 — «Ужупіс: відповідальність за свободу», Київ. Проєкт присвячений 100-річчю відновлення Литовської державності та поєднує роботи художників різних жанрів та поколінь з Литви та України.
2018 — «Роми - це ми», кураторський проект  Костянтина Дорошенка та Катерини Липи у  Музеї історії Києва, художник - Олексій Зінченко.
2019— «Human Condition» — Київ, галерея Set, виставка  швейцарської художниці Маріанни Холленштайн,  за основу якої взято книгу Ханни Арендт та її думку: «Все, що людина знає чи відчуває, може мати сенс тільки тією мірою, якою може бути висловлене в мові», з фрагментами листів письменниці до Мартіна Хайдеггера та спогадами Голокосту.
2019 — куратор 14-го сезону Міжнародного симпозіуму сучасного мистецтва «Бірючий 019», Exodus. Biruchiy 019. Montenegro Чорногорія.
2020 — проєкт «FINCH + CASTA EYEWEAR» — це перша в Україні модна колекція з елементами доповненої реальності та використанням технології 3D-друку. Дизайнери створили  шоу у партнерстві FINCH з брендом CASTA EYEWEAR, художницею Юлією Бєляєвою, японським каліграфом Такахіко Ісії.
2021 — куратор 15-го сезону Міжнародного симпозіуму сучасного мистецтва «Бірючий 021 - BIRUCHIY 021 або «Час, що не втрачено», що об’єднав 20 митців з різних куточків України, Республіки Білорусь та Іспанії, Приморськ,.
2024  — «Олександр Ройтбурд. Теорема влади», PinchukArtCentre, присвячена роздумам митця про владу та  мистецтво, співпрацю з політичними силами, державою і бізнесом.
2024— куратор проєкту "Сонце сходить на заході" присвячений 90-річчю найбільшого гірничо-металургійного підприємства України «АрселорМіттал Кривий Ріг».

2025 — куратор міжнародного проєкту «Я і ковчег, я і потоп всесвітній»,  в Баку 
що об’єднує художників з Азербайджану, України, Грузії, Литви, Боснії й Герцеговини та Чехії. 

## Книги
- Костянтин Дорошенко.  Когнітивне розмінування. Львів: Видавництво Анетти Антоненко, 2024 .[46].
- Костянтин Дорошенко.  «За київським часом»  (передмова  Олеся Донія, на обкладинці робота  Сергія Майдукова). — Львів : ТОВ  «Видавництво Анетти Антоненко». 2023. — 512 с. —  ISBN 978-617-553-029-0[47]
- Костянтин Дорошенко.  Кінець епохи пізнього заліза (передмова  Любка Дереша, мова рос.).  К.: Laurus. 2015. ISBN 978-966-2449-70-9 До книги увійшли тексти, які публікувалися автором протягом двадцяти років його роботи в журналістиці в різних виданнях, а також безліч архівних фотографій. Рецензія Карла Дольченко.[48]; рецензія  Олексія Зараховича.[49]. У листопаді 2015 р. презентація книги Костянтина Дорошенка пройшла у Москві, в центрі сучасного мистецтва ВИНЗАВОД[50].
- Костянтин Дорошенко.  Кінець епохи пізнього заліза  (видання друге, доповнене, передмова Олександра Боровського, мова рос.) К.: Laurus. 2020. ISBN 978-617-7313-45-7  [Архівовано 25 квітня 2022 у Wayback Machine.] Рецензія Анни Калугер. Критика за відсутності любові і смерті.[51]
- К. Дорошенко(с. 144-169), Т. Жмурко, Т. Кочубинська, К. Яковленко, К. Малих. Паркомуна. Місце. Спільнота. Явище. Київ: PinchukArtCentre. 2018  ISBN 978-966-97696-4-0  [Архівовано 30 жовтня 2021 у Wayback Machine.]
- Костянтин Дорошенко. Арія  Марії. К.: Laurus, 2021 ISBN 9786177313594  [Архівовано 25 квітня 2022 у Wayback Machine.] Рецензія Ольги Михайлової. «Арія Марії»: історія у біографії та навпаки.[52]